# Hermann-Peter Eberlein
Hermann-Peter Eberlein (* 1957 in Wuppertal) ist ein evangelischer Pfarrer und Kirchenhistoriker.

## Leben
Eberlein studierte Geschichte, Theologie und Philosophie in Köln, Bonn und Heidelberg. Von 1981 bis 1983 war er Vikar in Saarbrücken und von 1983 bis 1985 Pastor und Pfarrverwalter in Wuppertal, bis 2021 war er dort Pfarrer. Nach der Promotion 1989 in Heidelberg mit einer Arbeit über Franz Overbeck war er von 2001 bis 2002 und von 2012 bis 2013 Lehrbeauftragter für Kirchengeschichte an der Kirchlichen Hochschule Wuppertal/Bethel und von 2006 bis 2007, von 2011 bis 2012 und von 2016 bis 2017 an der Universität Wuppertal. Seit 2018 nimmt er den Lehrauftrag für Rheinische Kirchengeschichte an der Universität Bonn wahr.
Er ist Mitglied des Forum Vormärz Forschung, der Kommission für Kirchengeschichte der Evangelischen Kirche im Rheinland sowie Mitherausgeber des Jahrbuchs für Evangelische Kirchengeschichte im Rheinland und der Schriftenreihe des Vereins für Rheinische Kirchengeschichte. Regelmäßig publiziert er Rezensionen in der Theologischen Zeitschrift der Universität Basel und Artikel in der Berliner Weltbühne-Nachfolgerin Das Blättchen.

## Schriften (Auswahl)
Als Autor:
- Theologie als Scheitern? Franz Overbecks Geschichte mit der Geschichte. Essen 1989 (zugleich Diss. theol. Heidelberg 1988), ISBN 3-89206-309-5.
- Flamme bin ich sicherlich! Friedrich Nietzsche, Franz Overbeck und ihre Freunde. Köln 1999, ISBN 3-932050-15-0.
- Entheroisierung Nietzsches. In: IZPh 9 (2000), S. 304–314.
- Mehr als ein Reformator. Zum vierhundertsten Jahrestag der Verbrennung Giordano Brunos. In: RKZ 141 (2000), S. 5–9. Ungarische Übersetzung: Más mint reformátor. Giordano Bruno viszonya a protestantizmushoz. In: Confessio 24 (2000) 2, S. 76–81.
- Paul Geysers klinische Seelsorge. Ein Konflikt zwischen Stadt und Kirchengemeinde im Elberfeld des Jahres 1876. In: MEKGR 51 (2002), S. 217–238.
- Peter Lo, der Reformator Elberfelds. In: MEKGR 52 (2003), S. 271–296.
- Album ministrorum der Reformierten Gemeinde Elberfeld. Prediger und Pastoren seit 1552. Bonn 2003 (SVRKG 163). ISBN 3-7749-3225-5.
- Nietzsches „Tod Gottes“ und Overbecks „Ende des Christentums“ – eine Analogie. In: Daniel Mourkojannis, Rüdiger Schmidt-Grépály (Hrsg.): Nietzsche im Christentum. Theologische Perspektiven nach Nietzsches Proklamation des Todes Gottes (Beiträge zu Friedrich Nietzsche Bd. 8), Basel 2004, S. 63–82.
- Wi(e)der „Barmen“. Eine Abrechnung aus Anlaß des siebzigsten Jahrestages der Verabschiedung der Barmer theologischen Erklärung. In: MEKGR 54 (2005), S. 315–329.
- Bruno Bauer. Vom Marx-Freund zum Antisemiten, Berlin 2009. ISBN 978-3-320-02180-1.
- Der freie Geist im Exil. Ketzerverfolgung am Beispiel von Celio Secondo Curione, Bernardino Ochino und Etienne Dolet. In: Patrik Mähling (Hrsg.): Orientierung für das Leben. Kirchliche Bildung und Politik in Spätmittelalter, Reformation und Neuzeit (FS Manfred Schulze), Berlin 2010, S. 140–158.
- Bruno Bauer und die Union. In: MEKGR 59 (2010), S. 117–138.
- mit Antje Bednarek-Gilland: “The pastor’s new clothes”: Reclericalisation of protestant clothing in German-speaking countries since 1970. In: Miscellanea Anthropologica et Sociologica 2014, 15 (29), S. 33–55.
- Wahrheit – Literatur – Freiheit. Bruno Bauers Weg von der spekulativen zur historischen und zur reinen Kritik. In: Jahrbuch Forum Vormärz Forschung 20, 2014, S. 135–154.
- Realsatire, Kritik und neues Evangelium. Anarchistisches aus dem Kreis der Brüder Bauer. In: Jahrbuch Forum Vormärz Forschung 22, 2016, S. 153–187.
- Gottfried Kinkel – Theologe, Dichter, Revolutionär. In: JEKGR 68 (2019), S. 137–151.
- Feuerbach als Vollender Luthers. In: JEKGR 69 (2020), S. 88–104.
- Engels und die Religion. In: JEKGR 70 (2021), S. 68–86.
- mit Antje Bednarek-Gilland: Amtskleidung zwischen Distinktion und Reklerikalisierung. In: Thomas Klie, Jakob Kühn (Hrsg.): FeinStoff. Anmutungen und Logiken religiöser Textilien, Stuttgart 2021 (Praktische Theologie heute 178), S. 87–102.
- Rotscheidt, Wilhelm, ev.-ref. Pfarrer und Kirchenhistoriker (1872–1945). In: BBKL XLII (2021), Sp. 1152–1196.
- Die Evangelisch-theologische Fakultät der Universität Bonn 1818-1930. In: Andreas Metzing (Hrsg.): Das lange 19. Jahrhundert: 1794–1914 (Evangelische Kirchengeschichte im Rheinland Bd. 3), Bonn 2023, S. 160–195.
- mit Stephan Bitter: Der Alte Friedhof in Bonn als Spiegel protestantischer Kultur im preußischen Rheinland und im europäischen Kontext. In: Andreas Metzing (Hrsg.): Das lange 19. Jahrhundert: 1794–1914 (Evangelische Kirchengeschichte im Rheinland Bd. 3), Bonn 2023, S. 238–285.
- Bilder aus dem Bonner Studentenleben. In: Alltagskultur im Vormärz (= Jahrbuch des Forum Vormärz Forschung, Jg. 30), 2024, S. 65–88.
- Hermann-Peter Eberlein schrieb einige Artikel für das Biographisch-Bibliographische Kirchenlexikon (BBKL).

Als Herausgeber:
- 444 Jahre evangelische Kirche in Elberfeld. Vorträge anläßlich der Eröffnung der Historischen Bibliothek im Kirchenkreis Elberfeld im Sommer 1996, Köln 1998 (SVRKG 127). ISBN 3-7927-1692-5.
- Peter Lo: Einfältiges Bekenntnis. Abendmahlstraktat an die Christen in Elberfeld von 1556, Waltrop 2002. ISBN 3-933688-80-9.
- mit Sylvia Engels: Die tausendjährige Geschichte der Alten reformierten Kirche. Prisma der Stadt- und Kirchengeschichte Elberfelds, Kamen 2009. ISBN 978-3-89991-094-0.
- mit Andreas Metzing, Andreas Mühling und Gerd Rosenbrock: Die rheinischen Unionskatechismen. Texte und Kommentar gemäß Beschluss der Landessynode 2005, Düsseldorf 2010 (Schriften des Archivs der Evangelischen Kirche im Rheinland 37). ISBN 978-3-930250-50-9.
- mit Daniela-Nadine Reiher: Hermann Klugkist Hesse: Elberfeld und seine Kirche im Mittelalter und im Dreißigjährigen Krieg, Kamen 2013. ISBN 978-3-89991-147-3.
- mit Daniela-Nadine Reiher: Hermann Klugkist Hesse / Ernst Hense: Die reformierte und die lutherische Gemeinde Elberfeld, Kamen 2014. ISBN 978-3-89991-155-8.
- Evangelische Kirchengeschichte im Rheinland, Bd. 2: Territorialkirchen und protestantische Kultur 1648–1800, Bonn 2015 (SVRKG 173/2). ISBN 978-3-7749-3938-7.
- mit Daniela-Nadine Reiher: Hermann Klugkist Hesse: Elberfeld und seine reformierte Gemeinde im 17. Jahrhundert, Kamen 2018. ISBN 978-3-89991-204-3.
- „Im Hinterhaus fünfundzwanzig Tote“. Briefe der Elberfelder Familie Hütz über den Bombenangriff im Juni 1943 und die anschließende Evakuierung. In: Geschichte im Wuppertal 25, 2018, S. 48–74.
- mit Daniela-Nadine Reiher: Hermann Klugkist Hesse: Elberfeld und seine Kirche im Jahrhundert der Reformation. Kamen 2019, ISBN 978-3-89991-209-8.